# Testvérlövészek (film)
A Testvérlövészek (eredeti cím: The Sisters Brothers) 2018-ban bemutatott amerikai-francia western-filmdráma, melyet Jacques Audiard rendezett, valamint Audiard és Thomas Bidegain írt, Patrick deWitt azonos című regénye alapján. Ez Audiard első angol nyelvű műve, ami amerikai és francia koprodukcióban készült. A főszerepben a produceri feladatkört is ellátó John C. Reilly és Joaquin Phoenix látható.
A film világpremierje a Velencei Nemzetközi Filmfesztiválon volt 2018. szeptember 2-án, ahol elnyerte a legjobb rendezésért járó Ezüst Oroszlán díjat, az Amerikai Egyesült Államokban szeptember 21-én került a mozikba. Magyarországon 2019. március 28-án mutatta be az InterCom Zrt.
A Testvérlövészek általánosságban pozitív értékeléseket kapott a kritikusoktól, sokan dicsérték a szereplőket, a rendezést, az előadást és a filmzenét. Bevételi szempontból is sikeresen teljesített, ugyanis a 13,1 milliós költségvetésével szemben több, mint 38 millió dollárt gyűjtött. Ez volt Rutger Hauer utolsó nagyjátékfilmje 2019-ben bekövetkezett halála előtt, bár több olyan projekt forgatását is befejezte, amelyet már csak halála után adtak ki.

## Szereplők
| Szerep              | Színész            | Magyar hang        |
| ------------------- | ------------------ | ------------------ |
| Eli Sisters         | John C. Reilly     | Kerekes József     |
| Charlie Sisters     | Joaquin Phoenix    | Pál Tamás          |
| John Morris         | Jake Gyllenhaal    | Csőre Gábor        |
| Hermann Kermit Warm | Riz Ahmed          | Horváth Gergely    |
| Mayfield            | Rebecca Root       | Bertalan Ágnes     |
| szalon prostituált  | Allison Tolman     | N/A                |
| parancsnok          | Rutger Hauer       | N/A                |
| Mrs. Sisters        | Carol Kane         | Menszátor Magdolna |
| Mr. Sisters         | Ian Reddington     | N/A                |
| Eli fiatalon        | Aldo Maland        | N/A                |
| Charlie fiatalon    | Theo Exarchopoulos | N/A                |
| Rex                 | Richard Brake      | N/A                |